# Douglas Turner (Leichtathlet)
Douglas Turner (auch Doug Turner; * 2. Dezember 1966) ist ein ehemaliger britischer Sprinter.

## Leben
1998 wurde er bei den Halleneuropameisterschaften in Valencia Fünfter über 200 m. Bei den Leichtathletik-Europameisterschaften in Budapest gewann er über dieselbe Distanz Silber. Kurz danach kam er bei den Commonwealth Games in Kuala Lumpur mit der walisischen Mannschaft auf den vierten Platz in der 4-mal-100-Meter-Staffel und holte Bronze in der 4-mal-400-Meter-Staffel.
Bei den Leichtathletik-Weltmeisterschaften 1999 in Sevilla erreichte das Viertelfinale. 2002 belegte er bei den Commonwealth Games in Manchester mit der walisischen 4-mal-100-Meter-Stafette den achten Platz.
1996 und 2002 wurde er Englischer Hallenmeister über 200 m.

## Bestzeiten
- 60 m (Halle): 6,69 s, 3. Februar 2002, Cardiff
- 100 m: 10,37 s, 19. August 2001, Avezzano
- 200 m: 20,43 s, 9. Juni 1996, Tallinn
  - Halle: 20,59 s, 17. Februar 2002, Birmingham